# Aesculus chinensis
Aesculus chinensis là một loài thực vật có hoa trong họ Bồ hòn. Loài này được Bunge mô tả khoa học đầu tiên năm 1832.

## Hình ảnh

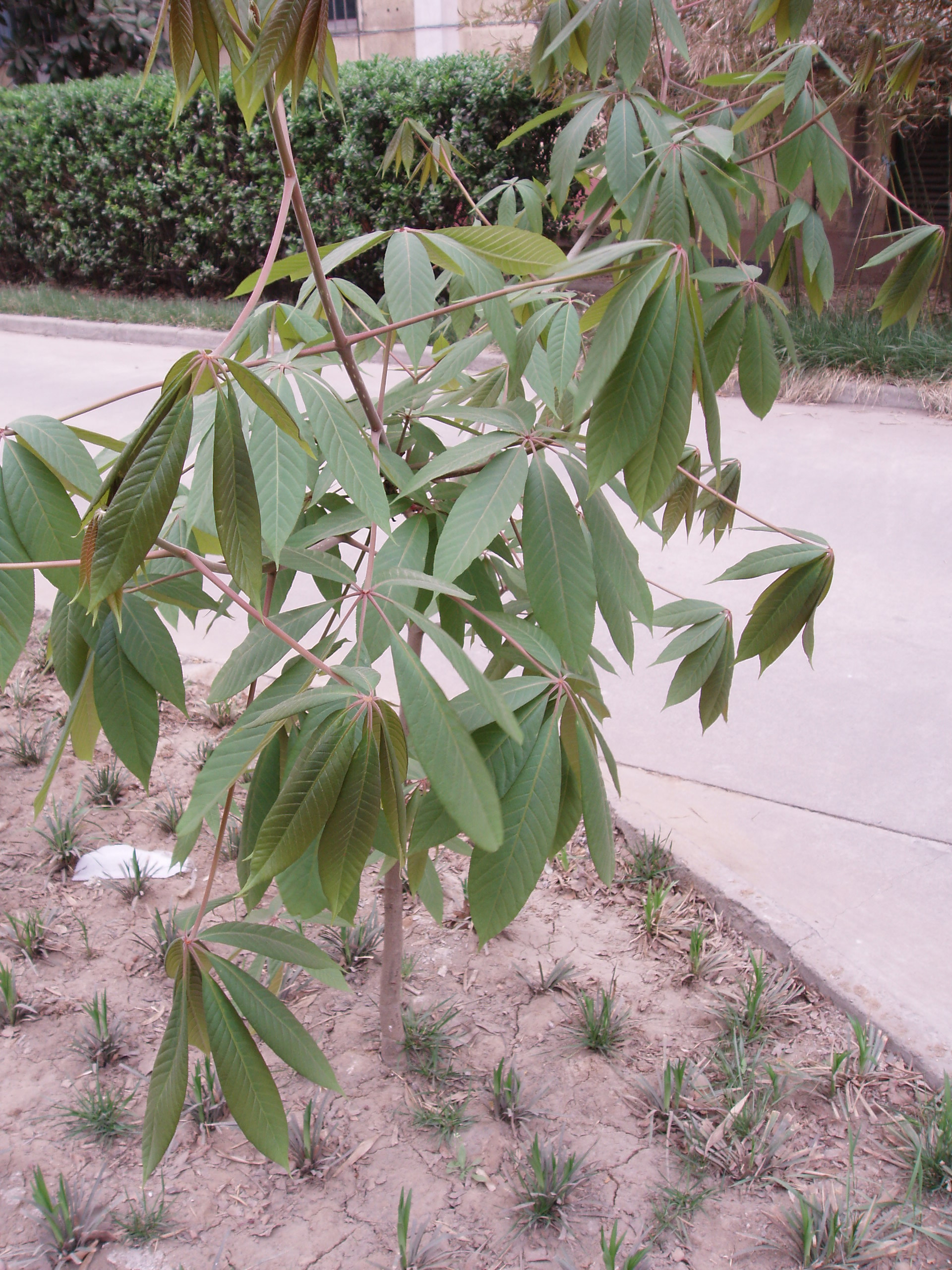
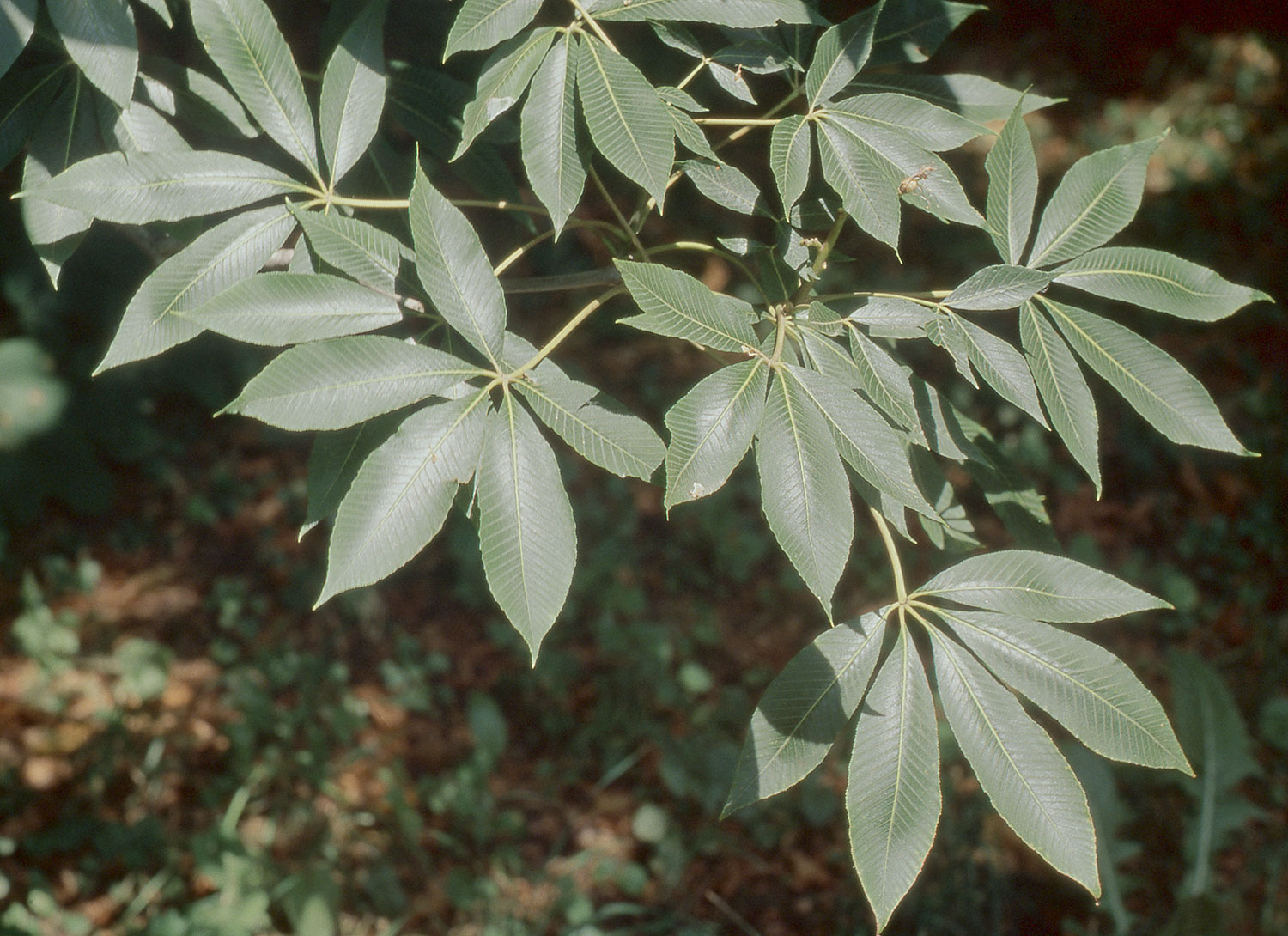